# L'Etna
Pour les articles homonymes, voir Etna (homonymie).
L'Etna est un atelier de cinéma/vidéo expérimental fondé par et pour des cinéastes en 1997 à Paris.

## Années 1990: état des lieux
Les conditions qui ont présidé à la naissance de l’Etna sont de divers ordres. On constate, d'abord, au milieu des années 1990, un essoufflement du cinéma expérimental, traditionnellement sur support argentique, au profit de l’art-vidéo. C’est d’abord une question d'esthétique ; les institutions et les critiques, intéressés par les "images en mouvement" accordent plus de place et d’attention à l’art-vidéo. D’autre part, le matériel vidéographique, les caméras légères et les logiciels de montage virtuels sont devenus des outils de créations plus abordable financièrement.
Toutefois, les cours sur le cinéma expérimental se multiplient dans les facultés : Nicole Brenez, Stéphane Marti, Frédérique Devaux, Yann Beauvais, et quelques autres, dispensent un enseignement approprié. Depuis 1994, les cassettes vidéo éditées par Pip Chodorov et sa société RE:VOIR Vidéo circulent dans toute la France et permettent la visibilité des films de Jonas Mekas, Stan Brakhage, Maya Deren, ou encore Patrick Bokanowski. La maison d’édition Paris Expérimental, fondée en 1986 par le cinéaste Christian Lebrat, une des rares dans le monde spécialisée dans l’édition d’ouvrages de ce type, propose alors des textes de Jonas Mekas, Frédérique Devaux, Peter Kubelka, Dominique Noguez, ainsi que l'édition ou la réédition d'écrits de Germaine Dulac, Maya Deren, d'essais sur le cinéma cubiste, le Groupe Zanzibar, le cinéma futuriste, etc. Les classiques du genre deviennent désormais accessibles. Une émulation tournée vers le passé s'opère.
Un certain nombre d’étudiants, venus en général de province, découvrent, sur grand écran ou lors de conférences, le cinéma expérimental en venant terminer leurs études à Paris. Ils le connaissent, déjà, un peu, via les cassettes de Re:Voir et les livres de Paris Expérimental. Ils suivent régulièrement les séances de Light Cone, du Centre Pompidou, de la Cinémathèque française où Nicole Brenez vient de commencer ses séances régulières consacrées au cinéma expérimental (puis les programmes des cinéastes de l'Etna dès 1999), et du Festival des cinémas différents et expérimentaux de Paris  organisé par le Collectif Jeune Cinéma.
Des jeunes gens vont vouloir repenser, de A à Z, cette scène expérimentale, et lui redonnent, ainsi, un second souffle. Ce sera le chant du cygne du cinéma expérimental conçu en argentique, d'où sortiront de nombreux cinéastes, présentés dans les festivals et édités en DVD. Nombre d'entre eux passeront rapidement à l'hybridation des formats et des supports, et au numérique par la suite.
L’utilisation massive, par les « artistes de l'image », du support vidéo, a désertifié la scène ciné-expérimentale. De plus, ceux qui comme Frédérique Devaux ou Cécile Fontaine continuent de travailler en argentique ne trouvent plus de laboratoires professionnels susceptibles de développer des surimpressions multiples, des plans sur ou sous–exposés, relevant d'un travail spécifique sur le médium filmique. Ce phénomène est constaté par de nombreux ciné-artistes, en Europe, mais, aussi, en France où va se apparaître ce qu'on appelle le "mouvement des laboratoires", composé d'une série de laboratoires artisanaux qui s'équipent avec le matériel délaissé par les grandes sociétés, ou celui récupéré dans diverses brocantes. C'est, ainsi, qu'un certain nombre de laboratoires artisanaux vont se développer  Le mouvement part, en 1992, de Grenoble et gagne de nombreuses villes de l'Hexagone.
En 1996 est créé L’Abominable, à Asnières, par des cinéastes qui se sont aperçus que le laboratoire MTK de Grenoble, où ils se rendent pour travailler, croule sous les demandes de cinéastes souhaitant travailler directement sur leurs films et les développer eux-mêmes comme ils l'entendent. Il devenait donc urgent de créer plusieurs laboratoires de ce type en France et ailleurs. Ces laboratoires ou ateliers artisanaux prodiguent, au cours de stages donnés par des cinéastes confirmés et membres de la structure, dont certains sortent d'écoles professionnelles, un savoir-faire technique dans le but de rendre les réalisateurs autonomes. Les techniques enseignées sont mixtes, de la prise de vue au montage ou utilisation du banc-titre.  Mais ces laboratoires ne sont pas des prestataires de services, ceux qui veulent les utiliser doivent s'inscrire et y adhérer. Certaines de ces structures ne pouvaient assurer toute la chaîne de la fabrication de films parfois complexes. Les adhérents bénéficient parfois de tarifs réduits auprès de quelques succursales de Kodak pour l'achat de pellicule et de la laboratoires professionnels comme Neyrac qui assuraient certaines étapes de la postproduction.

## Naissance de l’Etna
Deux étudiants en cinéma, Hugo Verlinde et Sébastien Ronceray, créent, en 1997, l’association Le Cinéma Visuel, destinée à promouvoir le film expérimental en familiarisant les membres de la structure avec les outils (caméras, tables de montage...) et en transmettant ce savoir. Ce groupe rapidement formé ne veut plus se contenter de gérer un simple laboratoire et agir uniquement en techniciens. Il souhaite, également, repenser le cinéma expérimental dans toutes ses dimensions esthétiques et philosophiques, et agir au niveau de sa diffusion. Dans les assemblés visuelles de l'association, les travaux en cours des membres sont régulièrement présentés en séances où chacun s'exprime sur le travail des autres. Ce groupe se distingue des autres laboratoires dès ses débuts par cette volonté de revoir et de redéfinir le mode de fabrication, de diffusion, mais, aussi, de la pensée sur le cinéma expérimental. Ces assemblées visuelles seront, plus tard, une des caractéristiques de l'Etna.
En mars 1998, l'association organise à Censier une séance de films expérimentaux réalisés par les cinéastes du groupe. La jeune Johanna Vaude y est remarquée et sera la première de sa génération à avoir une visibilité, et à monter que le cinéma expérimental se renouvelle en cette fin des années 1990. D'autres projections ont lieu, dans divers endroits, mais aussi au local parisien du groupe. On y note des hommages à des cinéastes connus ou reconnus. En octobre 1998, des membres de l'association créent la revue Exploding, dont le numéro 1 est une monographie, à plusieurs voix, de Stan Brakhage. À cette occasion, la dénomination de la structure change et devient Le Cinéma Visuel Braquage. La revue continue jusqu’en 2006, avec un numéro de 300 pages contenant des entretiens avec près d'une cinquantaine de cinéastes.
Les projections se multiplient au siège de l’association, liées, à la sortie, d’un numéro de la revue ainsi que lors de programmations diverses.
Tout ceci nécessite beaucoup d’énergie et de travail. En 2000, le groupe se scinde en trois. L’atelier, qui formait, à l'origine, le pivot central de l'association prend le nom de l’Etna. L’unité de programmation devient Braquage: aménagements expérimentaux et la revue continue, jusqu’en 2006, avec le même nom mais dans d’autres locaux. L'association initiale se scinde en trois: Hugo Verlinde et Othello Vilgard gèrent l'Etna, Sébastien Ronceray et Élodie Imbeau fondent Braquage, la direction d'Exploding demeure collégiale mais devient une association autonome. On retrouve dans cette dernière, dans les divers sommaires, des membres de l'Etna et de Braquage, ainsi que de nombreux rédacteurs invités. Les trois structures entretiendront des liens amicaux.

## L’Etna aujourd’hui
C'est un lieu de création, de formation et d'échanges autour du cinéma expérimental. 
L'association a pour vocation d'assurer l'indépendance matérielle d'auteurs soucieux de recherches, de propositions pratiques et formelles en matière de cinéma. Les cinéastes adhérents peuvent venir y travailler avec l'aide d'outils mis en commun (super 8, 16 mm et le format DV).
Ce lieu de transmission du savoir-faire cinématographique propose aussi, régulièrement, des ateliers de formations au cinéma sur support pellicule et numérique: prise de vues, développement, interventions sur pellicules, montage virtuel, etc. Tous les mois les assemblées visuelles, rencontre et projections dans l'atelier, permettent aux cinéastes d'échanger autour de ces pratiques, de partager leurs visions et leurs questionnements. Les séances à l'extérieur sont aussi l'occasion de faire connaître les films faits à l'Etna et les visions du cinéma comme "espace de recherches et de liberté" qu'ils transportent à un plus vaste cercle. Les cinéastes de l'Etna adhèrent, pour la plupart, à des coopératives de diffusion indépendantes comme Light Cone, Cinédoc ou le Collectif Jeune Cinéma (CJC) et sont montrés dans de nombreux festivals.
Comme l’écrit Nicole Brenez : « En termes qualitatifs : depuis la fondation de l’association, une centaine de membres se sont inscrits, quatre cents stagiaires sont venus se former aux techniques expérimentales, une centaine de films ont été tournés. Quelle maison de production peut afficher de tels résultats, qui découlent de nécessités existentielles et non de stratégies économiques? Mais ce serait de peu d’importance si l’éruption ne s’avérerait avant tout qualitative : la hauteur de vue, l’intelligence historique, la générosité et l’émulation qui règnent à l’Etna  imprègnent les films d’auteurs singuliers, les films collectifs réalisés en atelier et contaminent aussi les films de cinéastes proches de l’association ».
Participent ou ont participé, entre autres, aux activités de l'Etna les cinéastes suivants : Hugo Verlinde, Othello Vilgard, Sébastien Ronceray, Élodie Imbeau, Lionel Soukaz, Carole Arcega, Johanna Vaude, Raphaël Girault, Stéphane du Mesnildot, David Matarasso, Viviane Vagh, Catherine Bareau, Christophe Karabache, Philippe Cote, Dominik Lange, Xavier Baert, David Bart, Sébastien Cros, Marc Plas, Ta Minh Van, Yves-Marie Mahé, Derek Woolfenden...

## Reportage
- Émission Court-Circuit #67, Arte, 11 mai 2002 "L'Etna, atelier de cinéma expérimental"